# Gurten, Oberösterreich
Gurten är en ort och kommun i Österrike. Den ligger i distriktet Ried im Innkreis i förbundslandet Oberösterreich, 220 kilometer väster om huvudstaden Wien. 
Kommunen består av 13 orter (Ortschaften) (inom parentes invånarantal 1 januari 2024):

- Baumgarten (20)
- Dorf (46)
- Edt (171)
- Freiling (61)
- Gurten (707)
- Itzenthal (36)
- Mittermoos (21)
- Oberndorf (39)
- Ranzing (20)
- Reiset (15)
- Schmalzberg (16)
- Schmiedhof (21)
- Wagnerberg (51)